# 诺埃尔主教省
诺埃尔主教省（西班牙語：Provincia de Monseñor Nouel，西班牙語發音：[monseˈɲoɾ noˈwel]）是多明尼加共和國中央位置的一個省，1982年從拉維加省分離出來，诺埃尔主教省下轄3個自治市鎮（municipio），以及7個自治市政區（Municipal district），首府在博瑙。

## 概述
诺埃尔主教省的命名來自於聖多明各樞機主教阿道弗·亚历杭德罗·诺埃尔（Adolfo Alejandro Nouel，1862-1937），他曾於1912年-1913年間擔任多明尼加總統。诺埃尔主教省境內以稻米、咖啡、可可豆為農業大宗，境內的鎳礦為多國主要鎳金屬來源地。

## 行政區
| 市鎮名稱     | 總人口  | 都市人口 |
| ------------ | ------- | -------- |
| 博瑙         | 247,103 | 203,914  |
| 迈蒙         | 65,749  | 31,588   |
| 彼德拉布蘭卡 | 72,589  | 41,089   |